# Freddie van der Goes
Frederika Jacoba „Freddie“ van der Goes (* 26. November 1908 in Pretoria; † 24. Oktober 1976 ebenda) war eine südafrikanische Schwimmerin.

## Karriere
Van der Goes nahm an den Olympischen Spielen 1928 teil. In Amsterdam gewann sie mit der Staffel über 4 × 100 m Freistil Bronze. In der Einzeldisziplin über 400 m Freistil erreichte sie ebenfalls das Finale und wurde dort Fünfte.